# 嘉吉の内紛
嘉吉の内紛（かきつのないふん）は、1442年（嘉吉2年）から1443年（嘉吉3年）にかけておきた岩城氏の内紛。内訌とも。一族内だけでなく、近隣国人領主・土豪・地侍層をも巻き込んだ。

## 概要
岩城家嫡流と推定される岩城左馬助・清隆兄弟の内紛に岩城隆忠が介入し、弟の清隆を支援して嫡流を継がせ、左馬助を自害させた。
隆忠・清隆側には、三坂・飯野・大館・小河（小川）・中山・白土・好嶋・上遠野・瀧・窪田の諸土豪が、近隣領主としては白河結城氏が着いた。これに対し、左馬助側には、玉山・中塩・下平窪氏らが、近隣領主としては石川氏が着いた。

### 結果
隆忠・清隆側が勝った結果、白河結城氏は菊多庄や岩城郡の一部の支配権を握ることとなった。
この内紛で発言力を得た岩城隆忠（あるいはその子の親隆）が、1460年代に清隆系の嫡流を圧倒して岩城氏の惣領となったと考えられている。